# Liste der Naturdenkmale in Zimmern ob Rottweil
| Naturdenkmale | Anzahl |
| ------------- | ------ |
| FND           | 1      |
| END           | 23     |
| Gesamt        | 24     |

Die Liste der Naturdenkmale in Zimmern ob Rottweil nennt die verordneten Naturdenkmale (ND) der im baden-württembergischen Landkreis Rottweil liegenden Gemeinde Zimmern ob Rottweil. In Zimmern ob Rottweil gibt es insgesamt 24 als Naturdenkmal geschützte Objekte, davon 1 flächenhaftes Naturdenkmal (FND) und 23 Einzelgebilde-Naturdenkmale (END).
Stand: 1. November 2016.

## Flächenhafte Naturdenkmale (FND)
| Name                     | Bild | Kennung     | Einzelheiten        | Position | Fläche Hektar | Datum         |
| ------------------------ | ---- | ----------- | ------------------- | -------- | ------------- | ------------- |
| "Gallisried"             |      | 83250690001 | Zimmern ob Rottweil | ⊙        | 0,4           | 30. März 1983 |
| Legende für Naturdenkmal |      |             |                     |          |               |               |

## Einzelgebilde (END)
| Name                            | Bild | Kennung     | Einzelheiten | Position | Fläche Hektar | Datum         |
| ------------------------------- | ---- | ----------- | --- | -------- | ------------- | ------------- |
| Birnen- u. Apfelbaumallee       |      | 83250690054 | Zimmern ob Rottweil Teilstück der ehemaligen Straße von Zimmern nach Horgen. Die Straße wurde beim Bau der Autobahn nach Süden verschwenkt, der Abschnitt blieb als Feldweg erhalten. | ⊙        | 0,0           | 20. März 1992 |
| 1 Blutbuche                     |      | 83250690058 | Zimmern ob Rottweil Steht am Ortsausgang von Flözlingen in Richtung Weiler. | ⊙        | 0,0           | 20. März 1992 |
| 1 Buche (Franz-von-Stain-Buche) | BW   | 83250690053 | Zimmern ob Rottweil Steht im Waldgebiet Tann zwischen Zimmern und Rottweil-Hochwald. | ⊙        | 0,0           | 20. März 1992 |
| 1 Esche                         |      | 83250690064 | Zimmern ob Rottweil Steht an der Teufenstraße in Horgen nahe der Brücke über die Eschach, ist aber augenscheinlich vom Eschentriebsterben betroffen. | ⊙        | 0,0           | 20. März 1992 |
| 1 Esche                         | BW   | 83250690068 | Zimmern ob Rottweil Steht an der Alten Hausener Straße in Horgen. | ⊙        | 0,0           | 20. März 1992 |
| 1 Linde                         |      | 83250690069 | Zimmern ob Rottweil Steht am Kirchberg in Horgen. | ⊙        | 0,0           | 20. März 1992 |
| 1 Rosskastanie                  |      | 83250690056 | Zimmern ob Rottweil Steht an der Stettener Straße in Flözlingen. | ⊙        | 0,0           | 20. März 1992 |
| 1 Rosskastanie                  |      | 83250690060 | Zimmern ob Rottweil Steht im Eschweg in Flözlingen, die Leitäste wurden durch Stahlseile gesichert. | ⊙        | 0,0           | 20. März 1992 |
| 1 Sommerlinde                   |      | 83250690047 | Zimmern ob Rottweil Staht in der Hansjakobstraße in Zimmern. | ⊙        | 0,0           | 20. März 1992 |
| 1 Sommerlinde                   | BW   | 83250690067 | Zimmern ob Rottweil Steht hinter dem Gebäude Alte Hausener Straße 8 in Horgen. | ⊙        | 0,0           | 20. März 1992 |
| 1 Stieleiche                    |      | 83250690057 | Zimmern ob Rottweil Steht neben dem denkmalgeschützten Löhrers Haus in der Stettener Straße in Flözlingen. | ⊙        | 0,0           | 20. März 1992 |
| 1 Stieleiche                    |      | 83250690061 | Zimmern ob Rottweil Steht an der Straße von Flözlingen nach Horgen. Früher stand daneben die Graußen-Mühle. | ⊙        | 0,0           | 20. März 1992 |
| 1 Winterlinde                   | BW   | 83250690045 | Zimmern ob Rottweil Steht in der Brunnenstraße in Zimmern. | ⊙        | 0,0           | 20. März 1992 |
| 1 Winterlinde                   |      | 83250690049 | Zimmern ob Rottweil Steht an der Ecke Rottweiler Straße/Im Wolf in Zimmern. | ⊙        | 0,0           | 20. März 1992 |
| 1 Winterlinde                   | BW   | 83250690050 | Zimmern ob Rottweil Steht in der neuen Ortsmitte von Zimmern südlich der Hauptstraße. | ⊙        | 0,0           | 20. März 1992 |
| 1 Winterlinde                   |      | 83250690059 | Zimmern ob Rottweil Steht an der Bergstraße in Flözlingen. | ⊙        | 0,0           | 20. März 1992 |
| 1 Winterlinde                   | BW   | 83250690065 | Zimmern ob Rottweil Steht an der Wildensteiner Straße in Horgen. | ⊙        | 0,0           | 20. März 1992 |
| 1 Winterlinde                   |      | 83250690066 | Zimmern ob Rottweil Steht am ehemaligen Gasthaus Sonne in der Niedereschacher Straße in Horgen. | ⊙        | 0,0           | 20. März 1992 |
| 1 Winterlinden                  |      | 83250690052 | Zimmern ob Rottweil Der Baum wurde bereits im Schwäbischen Baumbuch von 1911 erwähnt, allerdings nur als „schwächerer, ziemlich junger“ Nachbar einer weitaus mächtigeren Linde, die als „eine der stärksten Winterlinden im Land [Württemberg]“ bezeichnet wurde. Die alte Straße nach Flözlingen führte seinerzeit zwischen beiden Bäumen hindurch, die größere Linde ist jedoch abgegangen. | ⊙        | 0,0           | 20. März 1992 |
| 2 Rosskastanien                 | BW   | 83250690048 | Zimmern ob Rottweil Stehen an der Hausener Straße in Zimmern. | ⊙        | 0,0           | 20. März 1992 |
| 2 Stieleichen                   |      | 83250690055 | Zimmern ob Rottweil Stehen an der Stettener Straße in Flözlingen. | ⊙        | 0,0           | 20. März 1992 |
| 3 Linden                        |      | 83250690051 | Zimmern ob Rottweil Stehen hinter dem Gasthaus Adler an der Horgener Straße in Zimmern. | ⊙        | 0,0           | 20. März 1992 |
| 3 Weiden                        |      | 83250690062 | Zimmern ob Rottweil Stehen an der Straße von Flözlingen nach Horgen an einem umzäunten Fischteich. Die Weiden wurden um 2016 stark eingekürzt. | ⊙        | 0,0           | 20. März 1992 |
| Legende für Naturdenkmal        |      |             | |          |               |               |